# Mary Kay Place
Mary Kay Place (Tulsa, 23 de setembro de 1947) é uma atriz e cantora estadunidense. Ficou conhecida por interpretar Loretta Haggers na série de televisão Mary Hartman, Mary Hartman, papel que lhe rendeu o prêmio Emmy do Primetime de melhor atriz secundária numa série de comédia, em 1977.

## Filmografia parcial
- 1976 - Mary Hartman, Mary Hartman - Loretta Haggers
- 1979 - Starting Over
- 2014 - Miss Meadows - Sra. Davenport
- 2020 - The Prom - Grandma Bea